# Antracite (romanzo)
Antracite è un romanzo fantawestern di Valerio Evangelisti del 2003, terzo capitolo della serie di Pantera inaugurata con Metallo urlante.

## Trama
(Jitka, op. cit., cap. 8, pag. 105)
A dieci anni di distanza dalla fine della Guerra civile, Pantera, un pistolero messicano, e Molly, una prostituta irlandese, viaggiano su un treno diretto a Shenandoah, nella contea di Schuylkill in Pennsylvania. La donna sta accompagnando l'amico presso gli esponenti dei Molly Maguires, una società segreta di minatori irlandesi che opera nella zona, per presentarlo come sicario per un omicidio che il gruppo vuole commissionare. Durante il viaggio tuttavia succede un disguido, così che i due decidono di scendere durante una sosta del treno e proseguire a piedi verso il paese più vicino.
Pantera e Molly si ritrovano così a Tamaqua, uno squallido centro abitato sorto a servizio della zona mineraria circostante, dove Molly si ricorda di avere un cognato, Jim Carroll, che gestisce il locale saloon.
Jim spiega a Pantera che il suo compito sarà quello di inserirsi all'interno del gruppo rivale degli uomini dell'agenzia Pinkerton per scoprire il più possibile riguardo alla misteriosa talpa che spia le associazioni irlandesi ed eliminarla. Per sostenere il sicario nell'impresa, i minatori irlandesi del paese imbastiscono una farsa accusando il messicano di essere un uomo della Pinkerton e minacciandolo di linciaggio. Pantera si salva dalla folla grazie all'intervento di padre Walsh il parroco del paese, che è solidale con l'Agenzia. Scambiando l'uomo per un avversario dei minatori, il prete indirizza il pistolero presso l'albergo dei fratelli Beard, capi del comitato dei vigilantes di Tamaqua per aiutarlo a mettersi in contatto coi suoi "compagni".
Qui il messicano fa la conoscenza di Daniel Shepp, capo dei vigilantes di Tamaqua. L'uomo si dimostra subito franco e schietto e rivela a Pantera di avere avuto conferma tramite telegramma, che il pistolero è proprio un agente della Pinkerton. Pantera si meraviglia che il suo bluff non sia stato svelato, ma non lo dà a vedere. Daniel suggerisce a Pantera di mettersi in contatto con gli altri agenti della Pinkerton a Shenandoah.
Pantera si ritrova così a fare il doppio gioco, da un lato è il sicario assoldato dai Molly Maguires e dall'Ordine degli Ibernici, dall'altro i vigilantes e la Coal & Iron Police lo considerano un agente della Pinkerton. Rischiando ogni momento di essere scoperto, il messicano si reca a Shenandoah, dove viene coinvolto in un agguato dei Mollies, conosce Franklin Gowen, il grande imprenditore della contea di Schuylkill e Allan Pinkerton, capo dell'agenzia e finisce per accettare un lavoro in una miniera della zona, per andare incontro alle richieste dei due gruppi di committenti.
Dopo il suo coinvolgimento nell'assassinio di un vigilante di Tamaqua, Pantera è costretto ad allontanarsi per un po' dalla contea. In questo modo è libero di accettare una missione della Pinkerton, che prevede di seguire le tracce della banda di Jesse James e Bill Anderson negli Stati occidentali del paese. Giunto a Rock Island viene ricevuto dal tenente colonnello Daniel Flagler dell'esercito degli Stati Uniti, questo gli assegna come missione quella di eliminare un certo Bud McDaniel un fuorilegge della banda di Cole Younger e si avventura in una lunga digressione socio-politica sul futuro del paese e sulle forze che si combattono per tenerne le redini.
La missione conduce Pantera a Lawrence nel Kansas, ma nel corso dell'esecuzione si rende conto che l'intera operazione non è altro che un complotto architettato ai suoi danni per incriminarlo e condannarlo. Riesce comunque a scamparla grazie alla sua circospezione e all'intervento di una banda di fuorilegge capitanata da Clell Miller che lo salvano dall'arresto. I banditi spiegano al pistolero di essere dalla parte dei capitalisti del nord, per le ferrovie e l'industrializzazione, e di combattere il conservatorismo degli stati del sud. Con molta confusione in mente, circa le parti in gioco, i loro interessi e il suo coinvolgimento in uno scenario che sembra assumere dimensioni nazionali, Pantera torna all'albergo di Lawrence per trascorrere la notte.
Il giorno dopo, prima della partenza, viene sedotto dalla proprietaria del locale, che si rivela essere la complice di un piano ai suoi danni, per incastrarlo e per costringerlo a obbedire agli ordini del senatore Carl Schurz. Il politico rivela a Pantera che il suo coinvolgimento nell'intera vicenda non nasce tanto dalla sua abilità come pistolero, ma è stata architettata dalla sua fazione per poter sfruttare le doti soprannaturali del palero. La nuova missione consiste dunque nel contrastare gli strani fenomeni di superstizione e credulità popolare che si stanno diffondendo nel paese, eliminando il presunto Uomo dei Topi, individuo che starebbe veicolando queste forze oscure ai danni del positivismo e dell'economia.
Dopo una sosta a Filadelfia, dove incontra Jesse James e Benjamin Franklin, uomo della Pinkerton, ritorna a Tamaqua, dove assiste alla morte di Molly, intima a Kate Boyle di fuggire dalla Pennsylvania e viene coinvolto dai Mollies in ulteriori attentati e omicidi.
In seguito all'uccisione di John P. Jones, un gruppo di sicari dei Mollies viene catturato. Al processo sono costretti a fare i nomi degli affiliati e in breve tempo la polizia al servizio del patronato cattura i maggiori esponenti del gruppo e semina un'aria di terrore, che mette fine per sempre all'esistenza dei Molly Maguires. Perfino Pantera partecipa alla repressione sotto gli ordini di Edward W. Clark, ricco magnate industriale, attaccando e radendo al suolo la casa degli O'Donnell a Wiggans Patch. Intanto il messicano viene a sapere che Kate Boyle è stata catturata come complice dei Mollies e rinchiusa nel penitenziario femminile di Saint Louis, questa notizia, unita all'orrore del massacro degli O'Donnell a cui ha dovuto partecipare, gli instillano un odio profondo verso i repubblicani e tutta la fazione che li supporta. Così medita vendetta.
A Filadelfia si introduce nel locale dove tutti i grandi imprenditori sono riuniti e sperando di ucciderne il maggior numero possibile, finisce per scoprire la vera identità dell'Uomo dei Topi, giusto in tempo per vederlo morire sotto i colpi di Franklin Gowen. Pantera riesce a scamparla e si mette subito in viaggio verso Saint Louis, dove si rivede nell'atto di liberare Kate Boyle dalla prigione e scappare per la città in tumulto, dove orde di cittadini, lavoratori e gruppi sociali combattono contro le forze dell'ordine per il controllo dell'abitato. Forse come ultimo atto di vendetta ai danni dei repubblicani, o come estremo atto di redenzione, o presa di parte a difesa dei suoi amici, Pantera si schiera a protezione della Schuler's Hall al fianco dei manifestanti e cavalca rapido, con Kate Boyle in sella, contro il plotone schierato davanti a lui.

### Capitoli
1. Tamaqua
2. Columbia House
3. Kate Boyle
4. Equivoci
5. Primo sangue
6. Gli acchiappatopi
7. Il principe della contea
8. Riunione di loggia
9. La città sotterranea
10. L'esecuzione
11. Fiori all'inferno
12. Gli Slavs
13. Le due Americhe
14. Una trappola
15. Politica del banditismo
16. Inganni
17. Il senatore Schurz
18. Filadelfia di notte
19. Black Jack
20. Ancora sangue
21. Il cimitero dei muli
22. Normalizzazione
23. La carretta dell'imbonitore
24. Spedizione punitiva
25. Le cinque stelle
26. Sacrificio umano
27. La comune di Saint Louis

## Personaggi

### Personaggi principali
- Pantera: misterioso pistolero-stregone messicano, è il protagonista del romanzo. Parte del suo passato ci viene rivelato dalla digressione del senatore Schurz[3], in cui veniamo a sapere che ha militato per un periodo nelle file dell'esercito sudista, è stato membro della banda di fuorilegge di Bill Anderson (dove ha conosciuto Jesse James), ha combattuto in Messico dalla parte di Benito Juárez ed è dovuto fuggire dal Texas in seguito all'omicidio di un ranger. È un uomo cinico, burbero e di poche parole, ma all'occorrenza sa provare sentimenti di altruismo e affetto sinceri. Pantera non è solo un abile pistolero ma anche un palero, una sorta di ministro di culto della religione palo mayombe. Le sue abilità da cecchino e i suoi poteri mistici gli procurano l'interessamento sia dei Molly Maguires che dell'agenzia Pinkerton che lo coinvolgono negli eventi narrati dalla trama.
- Molly O'Donnell: è una prostituta che è diventata amica di Pantera durante il suo soggiorno in Texas. Di origini irlandesi, è lei a consigliare all'associazione dei minatori di ingaggiare Pantera come sicario. Durante il suo soggiorno a Tamaqua si ammala di carbonchio, che in pochi giorni la porta alla morte.
- Jim Carroll: è il gestore della Columbia House di Tamaqua e un affiliato all'ordine degli Ibernici e ai Molly Maguires. Viene giustiziato in seguito alla serie di arresti, che mettono fine all'esistenza dell'ordine.
- Kate Boyle: ragazzina irlandese di Tamaqua, che occasionalmente si prostituisce per portare a casa qualche soldo per sfamare sé e la sua famiglia. Possiede una piccola baracca dove trascorre il tempo con i suoi clienti e dove ospita in due occasioni Pantera. Si affeziona molto al pistolero, tanto da innamorarsene, per cui è molto delusa nel non venire ricambiata allo stesso modo. Il messicano tuttavia tiene molto alla ragazza, tanto da chiedere a Molly di toglierla dalla strada durante la sua missione in Kansas, arrivando fino a darle molti soldi per permetterle di lasciare la contea e rifugiarsi nell'ovest. Viene arrestata poco dopo con l'accusa di complicità ai Mollies e rinchiusa nel penitenziario femminile di Saint Louis, dove viene soccorsa da Pantera. È l'unica a restargli a fianco al momento della sua cavalcata suicida contro l'esercito.
- James Kerrigan, detto Powder Keg: all'apparenza un uomo di spicco dell'Ordine e dei Mollies, è in realtà un infiltrato al soldo di Franklin Gowen. Dopo il suo coinvolgimento nell'omicidio di John P. Jones, sarà lui a fare i nomi degli affiliati alle due società segrete condannando in questo modo buona parte dei suoi ex compagni.
- Franklin B. Gowen: industriale e magnate ferrioviario della contea di Schuylkill. Viene descritto come un uomo distinto e dal fare elegante, con una eccessiva rigidezza nelle movenze, come se dovesse pensare bene a ogni gesto prima di eseguirlo. È il proprietario della Reading Railroad che tuttavia è sull'orlo del fallimento. Gowen ha infatti speso buona parte del suo patrimonio per monopolizzare il controllo delle miniere e delle ferrovie nella contea, istigando i minatori ad un lungo sciopero e riesumando e controllando il gruppo dei Molly Maguires per poi stroncarlo definitivamente con l'aiuto delle forze dell'ordine, per affondare i lavoratori e i democratici.
- Carl Schurz: senatore repubblicano del Congresso degli Stati Uniti. È un uomo grosso e massiccio di origini tedesche. Confessa a Pantera di essere stato un buon pianista e un rivoluzionario in passato, prima che l'America lo cambiasse.
- Black Jack Kehoe: capo della loggia degli Ibernici e dei Molly Maguires, è l'uomo che prende le decisioni principali e ordina i tempi e gli obiettivi degli omicidi e dei sabotaggi. È additato come il principale responsabile del cambio di orientamento della società segreta: dalla lotta contro i padroni per il bene dei lavoratori irlandesi, agli attacchi indiscriminati a persone, solo perché sono della religione sbagliata o non-irlandesi. Questo cambio di tendenza è motivato dal fatto che Kehoe comincia a dare ascolto ai consigli di Joe McKenna (alias McParlan) senza sospettare che è segretamente un agente della Pinkerton.
- Learco alias L'Uomo dei Topi: uomo nero, grosso e muscoloso, che ha la capacità di controllare topi e ratti e diffondere così il carbonchio a piacimento. È anche lui, come Pantera, un fedele della religione palo, solo che è affiliato ad un altro ordine, quello lucumi e possiede uno Nganga più potente di quello del mayombero.[4] Lavora alle dipendenze di Franklin Gowen, anche se sembra esercitare un notevole controllo sull'industriale[5], che si libererà di lui uccidendolo con due colpi di pistola.

### Gruppi e organizzazioni
- WBA, sigla di Workingsmen Benevolent Association: sindacato di minatori che si batte per l'interesse dei lavoratori delle miniere. Per cinque mesi ha portato avanti uno sciopero di astensione dal lavoro, prima di essere costretto a cedere alle pressioni dei capitalisti, in seguito all'arresto dei suoi leader e all'esasperazione dei minatori ridotti alla fame.
- Molly Maguires: setta terroristica operante nelle file dei minatori irlandesi che porta avanti una lotta senza esclusione di colpi contro i possidenti delle miniere. Ricorrono a omicidi, deragliamenti di treni, attentati e sabotaggi per portare avanti la loro causa e inculcare la paura nei loro nemici. Nato per combattere i soprusi a cui erano sottoposti i manovali irlandesi (oppressi da minatori, proprietari e padroni di origine inglese), il gruppo si è via via allontanato dall'ordinamento originario e ha cominciato a colpire indiscriminatamente sorveglianti, non-irlandesi e non-cattolici in generale, diventando una sorta di banda di quartiere, pronta a difendere sé stessa e a eseguire missioni commissionate da altri. Nel finale si viene a sapere che il gruppo dei Mollies era praticamente finito, prima che Franklin Gowen lo riesumasse qualche anno prima degli eventi narrati nel romanzo. È per questo che all'interno del gruppo ci sono numerosi informatori e che le loro azioni non portano mai a risultati concreti. Il motivo per l'interessamento di Gowen in una società che in prima analisi non fa altro che danneggiarlo si rivela al momento dell'arresto dei suoi membri e del suo smantellamento definitivo: i repubblicani avevano bisogno di un segnale di forza da usare contro i lavoratori e contro i democratici, a supporto del loro candidato Rutherford B. Hayes.
- Antico ordine degli Ibernici: loggia massonica che opera a favore dei lavoratori irlandesi. È strettamente connessa ai Molly Maguires tanto che le due associazioni spesso finiscono per confondersi. È l'Ordine a pagare Pantera per il suo ingaggio da sicario.
- Coal & Iron Police: polizia mineraria che sorveglia e assicura il regolare svolgimento del lavoro nelle miniere ed è responsabile del monitoraggio di elementi "pericolosi" all'interno del gruppo dei lavoratori.
- Agenzia Pinkerton: corpo di agenti speciali al servizio dei proprietari delle miniere e di Franklin Gowen. L'agenzia viene coinvolta per tutelare gli interessi dei ricchi industriali e politici del nord e portare avanti il loro piano di industrializzazione e modernizzazione del paese. Per questo sono impegnati a combattere le bande di fuorilegge che minacciano il trasporto ferroviario (come la banda di Jesse James) e le associazioni sindacali dei lavoratori nelle miniere della Pennsylvania (WBA, Mollies e Ibernici).
- Le Cinque Stelle o Knights of Labor: società segreta diffusa sul territorio degli Stati Uniti in diverse assemblee locali, che promuove i diritti dei lavoratori. Pantera per un breve periodo farà parte dell'Assemblea 194 di Tamaqua, da cui uscirà presto criticando il poco peso e l'assenza di azione dell'ordine.

## Contesto storico
Il libro ricostruisce un periodo molto delicato nella storia degli Stati Uniti d'America, che, usciti dalla guerra di secessione, erano formalmente riunificati da un punto di vista politico, ma ben lontani dall'esserlo di fatto, e con marcate differenze sociali, economiche e di prospettive da stato a stato. Questo scenario frastagliato fa da sfondo a una dura lotta per il controllo politico del paese tra diversi gruppi sociali, ognuno dei quali vuole imporre il proprio punto di vista per gli anni a venire. 
I capitalisti del nord premono per portare modernizzazione e industrializzazione a suon di ferrovie, carbone e industrie; vedendo come minacce le bande di fuorilegge che assaltano i treni, i proprietari terrieri grandi o piccoli che si oppongono all'avanzare della ferrovia, e i gruppi sindacali e sociali che si oppongono all'ordine costituito e rivendicano migliori condizioni di lavoro per i lavoratori. Nella loro visione del paese sono appoggiati dall'ala repubblicana della politica, dagli allevatori e da piccoli gruppi di fuorilegge che sono pronti a salire sul carro dei vincitori.
Dall'altro lato ci sono i proprietari terrieri del sud, che non vedono di buon occhio la perdita di una parte dei campi e dei raccolti a favore del passaggio della ferrovia. Tutta una serie di scontenti dell'esito della guerra civile che cerca di mettere i bastoni tra le ruote alle mire progressiste degli stati del nord. I lavoratori, che in questi anni cominciano ad organizzarsi in sindacati e per la prima volta sentono pronunciare parole quali: "socialismo" e "Internazionale dei lavoratori", che si battono per un aumento dei salari e per migliori condizioni di lavoro. Il tutto, pilotato dall'alto dalla maggior parte del partito democratico.
Il finale vedrà vittorioso il gruppo dei capitalisti, con la soppressione dei Molly Maguires e degli Ibernici, l'elezione del loro candidato, Rutherford B. Hayes, a presidente degli Stati Uniti e le feroci repressioni dei moti popolari del 1877.
Una peso importante assume la lotta di classe tra i lavoratori irlandesi delle miniere americane, sfruttati e sottopagati, e i possidenti delle miniere stesse, spesso di origini inglesi o gallesi; tanto che per bocca degli stessi protagonisti si rinnova negli Stati Uniti la stessa condizione di subalternanza degli irlandesi ai padroni inglesi che già avveniva in madrepatria.

## Elementi soprannaturali
Nonostante la storia rifletta luoghi, situazioni e personaggi realistici, al suo interno sono presenti diversi elementi soprannaturali, legati in qualche modo ad una dimensione mistica.
- Pantera è un ministro di culto della religione palo mayombe, in costante contatto con le forze dell'aldilà e con gli spiriti del mondo. Per professare la sua religione è solito portarsi dietro una borsa con dentro il Nganga o Santo, una specie di feticcio con poteri divini e taumaturgici.
- La religione professata dagli irlandesi viene definita cattolica, ma contempla diverse pratiche pagane: come il 25 giugno, bruciare un palo a cui sono stati appesi legni e scatole, oppure spaventapasseri a cui si dice siano legati anche piccoli animali.
- Le famiglie di origine tedesca posseggono tutte in casa una copia di una raccolta di incantesimi: John George Hohman's Pow-Wows, or long Lost Friend. A Collection of Mysterious and Invaluable Arts and Remedies for Man as well as Animals, che a detta loro protegge dalla malattia del carbonchio.
- Nelle miniere di carbone si adorano i topi, che con la loro fuga dovrebbero avvertire i minatori di eventuali pericoli che li minacciano. Gli stessi topi dilagano ovunque si posino delle traversine per i binari o le fondamenta di una fabbrica.
- Il carbonchio contagia uomini e animali e trasforma la loro pelle in carbone.

Secondo il senatore Schurz queste espressioni di superstizione e di misticismo sono da imputare ad un unico personaggio, il misterioso Uomo dei Topi: 
(Carl Schurz, op. cit., cap. 17, pag. 225)
Il motivo per cui questi elementi soprannaturali devono essere eradicati, è per far posto alla morale protestante, che, a detta del politico, è l'unica a non demonizzare le esigenze dell'economia e del progresso.

## Altri media
I contrasti sociali tra lavoratori delle miniere e proprietari, e gli scontri tra i gruppi dei Molly Maguires e degli uomini dell'agenzia Pinkerton compaiono in altri media, in particolare:
- La valle della paura (The Valley of Fear), romanzo del 1915 di sir Arthur Conan Doyle con protagonista Sherlock Holmes.
- I cospiratori (The Molly Maguires), film del 1970 diretto da Martin Ritt, con Sean Connery nel ruolo di "Black Jack" Kehoe.

## Edizioni
- Valerio Evangelisti, Antracite, Collana Strade blu, 2003ª ed., Mondadori,  p. 370, ISBN 88-04-52061-2.
- Valerio Evangelisti, Antracite, Collana Piccola Biblioteca Oscar Mondadori, 356, 2004, Mondadori,  p. 370, ISBN 88-04-53336-6.
- (FR) Valerio Evangelisti, Anthracite, traduzione di Jacques Barberi, 2008, Payot & Rivages,  p. 464, ISBN 2-7436-1755-1.